# Alameda del Valle
Pour les articles homonymes, voir Alameda.
Alameda del Valle est une commune de la communauté de Madrid en Espagne.

## Administration
| Période                                  | Période | Identité            | Étiquette | Qualité |
| ---------------------------------------- | ------- | ------------------- | --------- | ------- |
| 2010                                     | N/A     | Mariano García Sanz | PP        | Maire   |
| Les données manquantes sont à compléter. |         |                     |           |         |